# 視覺敘事
視覺敘事（英語：visual narrative）也稱為圖像敘事、視覺圖像敘事，或是視覺故事（英語：visual storytelling），是主要透過視覺媒介傳達的故事。故事可以用靜態的摄影、插畫，或者是视频來表達，也可用图形、音樂、人聲或是其他音響來加強。

## 簡介
「視覺敘事」一詞曾用來羊描述許多不同視覺故事的類型，從新聞及資訊（攝影報導、影像式論文、紀錄片）到娛樂（藝術、電影、漫画书、視覺文學）等。簡單來說，任何一種用視覺方式呈現的故事都屬於視覺敘事。
視覺敘事也是學術群體（例如學者、思想家及教育家）關注的主題，為了要瞭解影像及敘事的威力，以及其對於個人及社會的衝擊。對應的學科稱為視覺敘事學。
視覺敘事的特色包括：
- 具有說服力，有觀點的故事
- 高品質的靜態圖像或是動態影像
- 主題具有迫人的社會、環境或是性靈上的價值
- 對於態度或是行為上改變的訴求（明示或是暗示的）

## 外部連結
- MFA in Visual Narrative at The School of Visual Arts （页面存档备份，存于）
- Michigan State University Professor Karl Gude and Visual Storytelling by MSUAA Knowledge Network